# Міхаель Майр (хокеїст)
Міхаель Майр (нім. Michael Mayr, нар. 20 серпня 1984, Лінц) — австрійський хокеїст, що грав на позиції захисника.

## Ігрова кар'єра
Професійну хокейну кар'єру розпочав 2001 року.
Усю професійну клубну ігрову кар'єру, що тривала 14 років, провів, захищаючи кольори команди «Лінц Блек-Вінгс».

## Досягнення
- Чемпіон Австрії в складі «Лінц Блек-Вінгс» — 2003, 2012.

## Статистика
| Сезон                               | Клуб                                | Ліга                                | Регулярний сезон | Регулярний сезон | Регулярний сезон | Регулярний сезон | Регулярний сезон | Плей-оф | Плей-оф | Плей-оф | Плей-оф | Плей-оф |
| Сезон                               | Клуб                                | Ліга                                | І                | Г                | П                | О                | ШХ               | І       | Г       | П       | О       | ШХ      |
| ----------------------------------- | ----------------------------------- | ----------------------------------- | ---------------- | ---------------- | ---------------- | ---------------- | ---------------- | ------- | ------- | ------- | ------- | ------- |
| 2001/02                             | «Лінц Блек-Вінгс»                   | АХЛ                                 | 15               | 0                | 0                | 0                | 2                | 1       | 0       | 0       | 0       | 0       |
| 2002/03                             | «Лінц Блек-Вінгс»                   | АХЛ                                 | 39               | 0                | 1                | 1                | 2                | -       | -       | -       | -       | -       |
| 2003/04                             | «Лінц Блек-Вінгс»                   | АХЛ                                 | 27               | 0                | 2                | 2                | 4                | 3       | 0       | 0       | 0       | 0       |
| 2004/05                             | «Лінц Блек-Вінгс»                   | АХЛ                                 | 46               | 0                | 1                | 1                | 26               | -       | -       | -       | -       | -       |
| 2005/06                             | «Лінц Блек-Вінгс»                   | АХЛ                                 | 47               | 0                | 4                | 4                | 16               | -       | -       | -       | -       | -       |
| 2006/07                             | «Лінц Блек-Вінгс»                   | АХЛ                                 | 52               | 0                | 1                | 1                | 39               | 3       | 0       | 0       | 0       | 0       |
| 2007/08                             | «Лінц Блек-Вінгс»                   | АХЛ                                 | 42               | 1                | 1                | 2                | 6                | 4       | 0       | 0       | 0       | 0       |
| 2008/09                             | «Лінц Блек-Вінгс»                   | АХЛ                                 | 48               | 0                | 8                | 8                | 40               | 2       | 0       | 0       | 0       | 0       |
| 2009/10                             | «Лінц Блек-Вінгс»                   | АХЛ                                 | 54               | 2                | 10               | 12               | 32               | 18      | 3       | 2       | 5       | 20      |
| 2010/11                             | «Лінц Блек-Вінгс»                   | АХЛ                                 | 41               | 3                | 6                | 9                | 26               | 1       | 0       | 0       | 0       | 2       |
| 2011/12                             | «Лінц Блек-Вінгс»                   | АХЛ                                 | 50               | 0                | 5                | 5                | 24               | 17      | 1       | 2       | 3       | 12      |
| Усього в Австрійський хокейній лізі | Усього в Австрійський хокейній лізі | Усього в Австрійський хокейній лізі | 461              | 6                | 39               | 45               | 217              | 49      | 4       | 4       | 8       | 34      |